# Lars Burgsmüller
Lars Burgsmüller (Mülheim an der Ruhr, 6 december 1975) is een voormalig Duits tennisser die tussen 1993 en 2008 actief was in het internationale tenniscircuit. Burgsmüller won in zijn carrière het ATP-toernooi van Kopenhagen in het enkelspel in 2002 en was met landgenoot Philipp Kohlschreiber de sterkste in het dubbelspel tijdens het ATP-toernooi van Ho Chi Minhstad in 2005.

## Palmares

#### Enkelspel
| Legenda                       | Legenda               |
| ----------------------------- | --------------------- |
| Grand Slam                    |                       |
| Olympische Spelen             |                       |
| tot 2009                      | vanaf 2009            |
| Tennis Masters Cup            | ATP Finals            |
| ATP Masters Series            | ATP Tour Masters 1000 |
| ATP International Series Gold | ATP Tour 500          |
| ATP International Series      | ATP Tour 250          |

| Nr.              | Datum            | Toernooi       | Ondergrond    | Tegenstander in finale | Score    | Details |
| ---------------- | ---------------- | -------------- | ------------- | ---------------------- | -------- | ------- |
| Gewonnen finales |                  |                |               |                        |          |         |
| 1.               | 17 februari 2002 | ATP Kopenhagen | Hardcourt (i) | Olivier Rochus         | 6-3, 6-3 | Details |
| Verloren finales |                  |                |               |                        |          |         |
| 1.               | 3 oktober 2004   | ATP Shanghai   | Hardcourt     | Guillermo Cañas        | 1-6, 0-6 | Details |

### Dubbelspel
| Nr.                           | Datum          | Toernooi            | Ondergrond | Partner               | Tegenstanders in finale           | Score            | Details |
| ----------------------------- | -------------- | ------------------- | ---------- | --------------------- | --------------------------------- | ---------------- | ------- |
| Gewonnen finales heren dubbel |                |                     |            |                       |                                   |                  |         |
| 1.                            | 2 oktober 2005 | ATP Ho Chi Minhstad | Hardcourt  | Philipp Kohlschreiber | Ashley Fisher Robert Lindstedt    | 5–6(3), 6–4, 6–2 | Details |
| Verloren finales heren dubbel |                |                     |            |                       |                                   |                  |         |
| 1.                            | 16 april 2000  | ATP Casablanca      | Gravel     | Andrew Painter        | Arnaud Clément Sébastien Grosjean | 6-7(4), 4-6      | Details |
| 2.                            | 20 juni 2004   | ATP Rosmalen        | Gras       | Jan Vacek             | Martin Damm Cyril Suk             | 3-6, 7-6(7), 3-6 | Details |

## Prestatietabel
| Legenda | Legenda                          |
| ------- | -------------------------------- |
| g.t.    | geen toernooi gehouden           |
| l.c.    | lagere categorie                 |
| –       | niet deelgenomen                 |
| G       | uitgeschakeld in de groepsfase   |
| 1R      | uitgeschakeld in de eerste ronde |
| 2R      | uitgeschakeld in de tweede ronde |
| 3R      | uitgeschakeld in de derde ronde  |
| 4R      | uitgeschakeld in de vierde ronde |
| KF      | uitgeschakeld in de kwartfinale  |
| HF      | uitgeschakeld in de halve finale |
| F       | de finale verloren               |
| W       | het toernooi gewonnen            |
| w-v     | winst/verlies-balans             |

### Prestatietabel grand slam, enkelspel
| Toernooi        | 1995 | 1998 | 1999 | 2000 | 2001 | 2002 | 2003 | 2004 | 2005 | 2006 |
| --------------- | ---- | ---- | ---- | ---- | ---- | ---- | ---- | ---- | ---- | ---- |
| Australian Open | 2R   | 1R   | 1R   | –    | 3R   | 1R   | 2R   | 1R   | 1R   | 2R   |
| Roland Garros   | –    | –    | –    | –    | 3R   | 1R   | 2R   | 2R   | 1R   | –    |
| Wimbledon       | 1R   | –    | –    | –    | 1R   | 1R   | 2R   | 1R   | 2R   | –    |
| US Open         | –    | –    | 2R   | 1R   | 1R   | 1R   | 2R   | –    | 1R   | –    |

### Prestatietabel grand slam, dubbelspel
| Toernooi        | 2000 | 2001 | 2003 | 2004 | 2005 | 2006 |
| --------------- | ---- | ---- | ---- | ---- | ---- | ---- |
| Australian Open | –    | 1R   | 1R   | 1R   | 1R   | 1R   |
| Roland Garros   | –    | –    | –    | –    | –    | –    |
| Wimbledon       | –    | –    | –    | –    | 2R   | 1R   |
| US Open         | 1R   | –    | –    | –    | 3R   | 2R   |